# Густав Діллі
Густав Діллі (нім. Gustav Dilli; 1891 — ?) — німецький чиновник, міністерський директор (1 жовтня 1942). Кавалер Лицарського хреста Хреста Воєнних заслуг.

## Біографія
В 1936 році вступив в НСДАП. В 1939-42 роках — начальник управління дирекції Імперської залізниці Кенігсберга. В березні-грудні 1942 року — керівник залізничного управління дирекції Імперської залізниці Києва. В 1942-45 роках — начальник відділу експлуатації залізничних доріг Імперського міністерства транспорту. Після закінчення Другої світової війни став віце-президентом Федеральної залізниці.

## Нагороди
- Хрест Воєнних заслуг 2-го і 1-го класу
- Лицарський хрест Хреста Воєнних заслуг (14 серпня 1944)